# Nave meteorologica

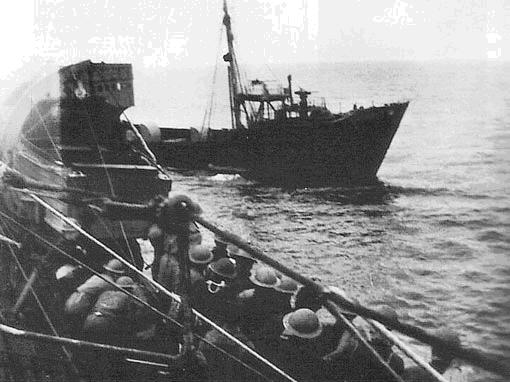
La nave si prepara a abbordare la nave meteorologica Lauenburg, a nord-est di Jan Mayen, Norvegia

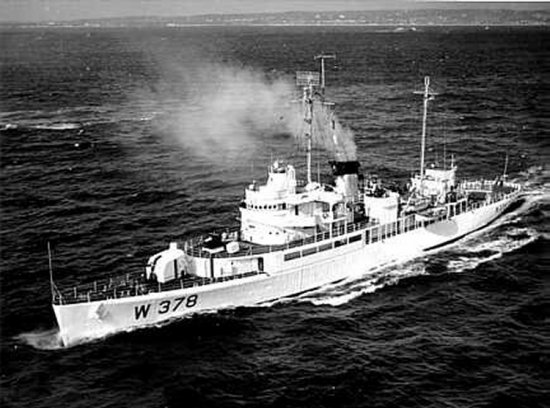
La cutter della Guardia Costiera americana USCGC "Half Moon" (WAVP-378)

Una nave meteorologica era una nave stazionata nell'oceano come una piattaforma per le osservazioni meteorologiche di superficie e d'aria superiore da utilizzare nelle previsioni meteorologiche. Si trovavano principalmente negli oceani del Nord Atlantico e del Nord Pacifico, riportando i dati acquisiti via radio. Oltre alla loro funzione di segnalazione meteorologica, queste navi aiutarono le operazioni di ricerca e soccorso, sostenevano i voli transatlantici, fungevano da piattaforme di ricerca per gli oceanografi, monitoravano l'inquinamento marino e aiutavano le previsioni meteorologiche sia dai modelli meteorologici che dai modelli atmosferici computerizzati. Navi oceanografiche rimangono pesantemente usati in oceanografia, tra cui oceanografia fisica e l'integrazione dei dati meteorologici e climatologici nel scienza del sistema Terra.
L'idea di una nave meteorologica stazionaria fu proposta già nel 1921 da Météo-France per aiutare a sostenere la navigazione e l'arrivo dell'aviazione transatlantica. Furono usati durante la seconda guerra mondiale ma non avevano mezzi di difesa, il che portò alla perdita di molte navi e molte vite. Nel complesso, l'istituzione di navi meteorologiche si rivelò così utile durante la seconda guerra mondiale per l'Europa e il Nord America che l'organizzazione internazionale dell'aviazione civile (International Civil Aviation Organization, ICAO) istituì una rete globale di navi meteorologiche nel 1948, con 13 che sarebbero state fornite dal Canada, gli Stati Uniti e l'Europa. Questo numero è stato infine negoziato fino a nove. L'accordo sull'uso delle navi meteorologiche da parte della comunità internazionale si è concluso nel 1985.
Le osservazioni sulle navi meteorologiche si sono dimostrate utili negli studi sul vento e sulle onde, poiché le spedizioni commerciali tendevano ad evitare i sistemi meteorologici per ragioni di sicurezza, mentre le navi meteorologiche non lo facevano. Sono stati anche utili nel monitoraggio delle tempeste in mare, come i cicloni tropicali. A partire dagli anni '70, il loro ruolo è stato in gran parte superato dalle boe del meteo a causa del costo significativo delle navi. La rimozione di una nave meteorologica divenne un fattore negativo nelle previsioni che portarono alla "Grande Tempesta" del 1987. L'ultima nave meteorologica era la MS Polarfront, nota come stazione meteorologica M ("Mike"), che fu rimossa dall'operazione il 1 gennaio 2010. Le osservazioni meteorologiche delle navi continuano da una flotta di navi mercantili volontarie in operazioni commerciali di routine.

## Funzionamento
Lo scopo principale di una nave meteorologica oceanica era di effettuare misurazioni meteorologiche superficiali e del cielo superiore e segnalarle via radio alle ore sinottiche di 0000, 0600, 1200 e 1800 Tempo coordinato universale (Universal Coordinated Time, UTC). Le navi meteorologiche hanno anche riferito osservazioni da navi mercantili, che sono state riportate via radio al loro paese di origine utilizzando un codice basato sul quadrato di 16 chilometri nell'oceano in cui si trovava la nave. Le navi erano coinvolte in operazioni di ricerca e salvataggio che coinvolgevano aerei e altre navi. Le navi stesse avevano un radar di ricerca e potevano attivare un segnale di riferimento per guidare gli aerei persi verso le posizioni note delle navi. Il segnale homing beacondi ogni nave utilizzava una frequenza distintamente diversa.
Inoltre, le navi hanno fornito una piattaforma in cui è possibile condurre ricerche scientifiche e oceanografiche. Il ruolo del supporto aereo cambiò gradualmente dopo il 1975, quando gli aerei a reazione iniziarono ad utilizzare le rotte polari. Nel 1982, anche il ruolo delle navi meteorologiche oceaniche era cambiato, e le navi furono utilizzate per supportare previsioni meteorologiche a corto raggio, in modelli numerici di previsioni meteorologiche che prevedevano le condizioni meteorologiche diversi giorni prima, per studi climatologici, previsioni marine e oceanografia, come monitorare l'inquinamento in mare. Allo stesso tempo, la trasmissione dei dati meteorologici utilizzando il codice Morse è stato sostituito da un sistema che utilizza il telex-over-radio.

## Origine
Il direttore del servizio meteorologico della Francia, Météo-France, propose l'idea di una nave meteorologica stazionaria nel 1921 per aiutare la navigazione e l'arrivo dei voli transatlantici. Un'altra proposta iniziale per le navi meteorologiche si è verificata in relazione all'aviazione nell'agosto del 1927, quando il progettista di aeromobili Grover Loening ha dichiarato che "le stazioni meteorologiche lungo l'oceano insieme allo sviluppo dell'idrovolante per avere un raggio altrettanto lungo, comporterebbero regolari voli oceanici all'interno dieci anni." Durante il 1936 e il 1937, l'Ufficio meteorologico britannico (Met Office) installò un meteorologo a bordo di un piroscafo del Nord Atlantico per prendere speciali osservazioni meteorologiche di superficie e rilasciare palloni sonda per misurare i venti alle ore sinottiche di 00:00, 06:00, 12:00 e 18:00 UTC. Nel 1938 e nel 1939, la Francia stabilì una nave mercantile come prima nave meteorologica stazionaria, che prese osservazioni di superficie e lanciò radiosonde per misurare le condizioni meteorologiche in alto.
A partire dal 1939, le navi della Guardia Costiera degli Stati Uniti (United States Coast Guard, USCG) venivano usate come navi meteorologiche per proteggere il commercio aereo transatlantico, come risposta allo schianto del Hawaii Clipper della compagnia Pan American World Airways durante un volo transpacifico nel 1938. L'Atlantic Weather Observation Service è stato autorizzato dal presidente Franklin Delano Roosevelt il 25 gennaio 1940. La Germania nazista iniziò a usare le navi meteorologiche nell'estate del 1940. Tuttavia, tre delle loro quattro navi erano affondate il 23 novembre, il che portò all'impiego di navi da pesca per la flotta tedesca di navi da guerra. Le loro navi meteorologiche erano in mare da tre a cinque settimane alla volta e le osservazioni meteorologiche tedesche venivano cifrate utilizzando le macchine Enigma. Entro il febbraio del 1941, cinque cutter appartenenti alla Guardia Costiera degli Stati Uniti, impiegate nella pattugliamento meteorologico da 100 metri, di solito erano schierate per tre settimane alla volta, per poi essere rimandate in porto per dieci giorni. Mentre la seconda guerra mondiale continuava, i cutter erano necessari per lo sforzo bellico e nell'agosto del 1942, sei navi mercantili li avevano sostituiti. Le navi erano indifese, il che portò alla perdita dell'USCGC Muskeget (WAG-48) con 121 a bordo il 9 settembre 1942. Nel 1943, il National Weather Service riconobbero le loro osservazioni come "indispensabili" durante lo sforzo bellico.
Il volo di aerei da caccia tra il Nord America, la Groenlandia e l'Islanda portò al dispiegamento di altre due navi meteorologiche nel 1943 e nel 1944. La Gran Bretagna stabilì uno dei propri a 80 chilometri al largo della costa occidentale. Nel maggio 1945, le fregate furono utilizzate in tutto il Pacifico per operazioni simili. Al personale dell'ufficio meteorologico di stanza sulle navi meteorologiche è stato chiesto volontariamente di accettare l'incarico. Oltre alle osservazioni meteorologiche di superficie, le navi meteorologiche lanciano radiosonde e rilasciano palloni pilota, o PIBAL, per determinare le condizioni meteorologiche in alto. Tuttavia, dopo la fine della guerra, le navi furono ritirate dal servizio, il che portò a una perdita delle osservazioni meteorologiche superiori sugli oceani. A causa del suo valore, le operazioni riprese dopo la seconda guerra mondiale a seguito di un accordo internazionale conclusosi nel settembre 1946, stabiliva che non meno di 13 stazioni meteorologiche oceaniche sarebbero state mantenute dalla guardia costiera, con altre cinque mantenute dalla Gran Bretagna e due dal Brasile.

## Storia della flotta

### Fine anni '40
L'istituzione di navi meteorologiche si dimostrò così utile durante la seconda guerra mondiale che l'organizzazione internazionale dell'aviazione civile (International Civil Aviation Organization, ICAO) aveva stabilito una rete globale di 13 navi meteorologiche entro il 1948, con sette operati dagli Stati Uniti, uno operato congiuntamente dagli Stati Uniti e dal Canada; due forniti dal Regno Unito, uno mantenuto dalla Francia, uno da un'impresa comune da Paesi Bassi e Belgio e uno condiviso da Regno Unito, Norvegia e Svezia. Il Regno Unito ha utilizzato corvetta della Royal Navy per operare le loro due stazioni, e di personale equipaggi di 53 del personale Met Office. Le navi erano in mare per 27 giorni e in porto per 15 giorni. La loro prima nave fu schierata il 31 luglio 1947.
Durante il 1949, l'ufficio meteorologico pianificò di aumentare il numero di navi meteorologiche della guardia costiera degli Stati Uniti nell'Atlantico da cinque che erano all'inizio dell'anno a otto alla fine dello stesso. I dipendenti del ufficio meteo a bordo delle navi lavoravano da 40 a 63 ore settimanali. La nave meteorologica G ("George") fu "sganciata" dalla rete il 1º luglio 1949 mentre la nave meteorologica della marina militare "Bird Dog" cessò le operazioni il 1º agosto 1949. Nell'Atlantico, la nave meteorologica F ("Fox") ha subito un'interruzione del suo servizio il 3 settembre 1949, e ci fu un cambiamento di posizione per le navi D ( "Dog") ed E ( "Easy") allo stesso tempo. La nave meteorologica appartenente alla marina J ("Jig") e che operava nell'oceano Pacifico centro-settentrionale fu messa fuori servizio il 1º ottobre 1949. L'accordo internazionale originale che era per un minimo di 13 navi fu successivamente modificato verso il basso. Nel 1949, il numero minimo di navi meteorologiche gestite dagli Stati Uniti fu ridotto a dieci, e nel 1954 la cifra fu abbassata di nuovo a nove, entrambe le modifiche furono apportate per ragioni economiche. La nave meteorologica O ("Oboe") è entrata nella zona Pacifica il 19 dicembre 1949. Anche nel Pacifico, la nave meteorologica A ("Able") è stata rinominata nave P ("Peter") e spostata di 320 km a est-nordest nel dicembre 1949, mentre la nave meteorologica F ("Fox") è stata rinominata N ("Nan").

### Anni 1950
La nave meteorologica B ("Baker"), che era stata gestita congiuntamente dal Canada e dagli Stati Uniti d'America, è diventata esclusivamente un'impresa statunitense il 1º luglio 1950. I Paesi Bassi e gli Stati Uniti hanno iniziato a operare congiuntamente mediante la nave meteorologica A ("Able") nell'Atlantico il 22 luglio 1950. La guerra di Corea portò alla cessazione della nave meteorologica O ("Oboe") il 31 luglio 1950 nel Pacifico, e la nave S ("Sugar") fu istituita il 10 settembre 1950. Le operazioni della nave meteorologica P ("Peter") furono rilevate dal Canada il 1º dicembre 1950, che consentì alla guardia costiera di iniziare la stazione operativa U ("Uncle") a 2.000 chilometri a ovest della Bassa California settentrionale il 12 dicembre 1950. Come risultato di questi cambiamenti, la nave N ("Nan") fu spostata 400 chilometri a sud-est il 10 dicembre 1950.
Responsabilità per la nave meteorologica V ("Victor") trasferita dalla Marina degli Stati Uniti alla Guardia costiera degli Stati Uniti e all'ufficio meteorologico il 30 settembre 1951. Il 20 marzo 1952, i vascelli N ("November") e U ("Uncle") furono spostati da 32 a 48 chilometri a sud per trovarsi sotto i percorsi aerei tra la costa occidentale degli Stati Uniti e Honolulu, nelle Hawaii. La nave meteorologica Q ("Quebec") iniziò le operazioni nel Pacifico centro-settentrionale il 6 aprile 1952, mentre nell'Atlantico occidentale le corvette britanniche venivano impiegate come navi meteorologiche furono sostituite da nuove fregate di classe Castle tra il 1958 e il 1961.

### Anni 1960
Nel 1963, l'intera flotta vinse il premio Flight Safety Foundation per il loro servizio distinto per l'aviazione. Nel 1965, c'erano un totale di 21 navi nella rete delle navi meteorologiche. Nove provenivano dagli Stati Uniti d'America, quattro dal Regno Unito, tre dalla Francia, due dall'Olanda, due dalla Norvegia e uno dal Canada. Oltre alle normali osservazioni meteorologiche orarie e ai voli aerei superiori quattro volte al giorno, due navi russe che operavano nell'oceano Pacifico centrale e settentrionale hanno inviato razzi meteorologici fino a 80 chilometri di altezza. Per un po' di tempo, c'era una nave meteorologica olandese di stanza nell'oceano Indiano. La rete ha lasciato l'emisfero meridionale principalmente scoperto. Il Sudafrica mantenne una nave meteorologica vicino a 40° latitudine sud, longitudine 10° est tra settembre 1969 e marzo 1974.

## La scomparsa del loro utilizzo

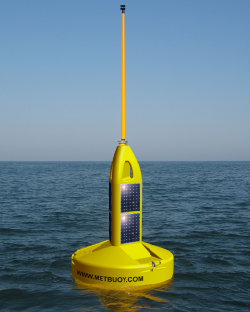
Una boa meteorologica

Rispetto al costo delle boe meteorologiche senza equipaggio, le navi meteorologiche sono diventate costose e le boe meteorologiche hanno iniziato a sostituire le navi meteorologiche degli Stati Uniti d'America negli anni '70. Dall'altra parte dell'Atlantico settentrionale, il numero delle navi meteorologiche si è ridotto nel corso degli anni. Le nove navi originarie della regione erano scese a otto dopo che la nave oceanica C ("Charlie") fu sospesa dagli Stati Uniti nel dicembre 1973. Nel 1974, la guardia costiera annunciò di voler chiudere tutte le stazioni degli Stati Uniti. La nave meteorologica è stata sostituita da una boa meteorologica di recente sviluppo nel 1977.
Un nuovo accordo internazionale per le navi oceaniche è stato raggiunto attraverso l'organizzazione meteorologica mondiale (OMM) nel 1975, che ha eliminato le navi I ("India") e J ("Juliett"). Ha lasciato le navi M ("Mike"), R ("Romeo"), C ("Charlie") e L ("Lima") nell'Atlantico settentrionale, con queste quattro navi rimanenti in funzione fino al 1983. Due delle fregate britanniche furono rinnovate, poiché non c'erano fondi disponibili per nuove navi meteorologiche. Le altre due navi furono ritirate, poiché una delle stazioni britanniche fu eliminata nell'accordo internazionale. Nel luglio 1975, l'Unione Sovietica iniziò a mantenere la nave meteorologica C ("Charlie"), che avrebbe funzionato per il resto degli anni '70 e '80. Le ultime due fregate britanniche furono ritirate dal servizio meteorologico oceanico l'11 gennaio 1982, ma l'accordo internazionale per le navi meteorologiche continuò fino al 1985.

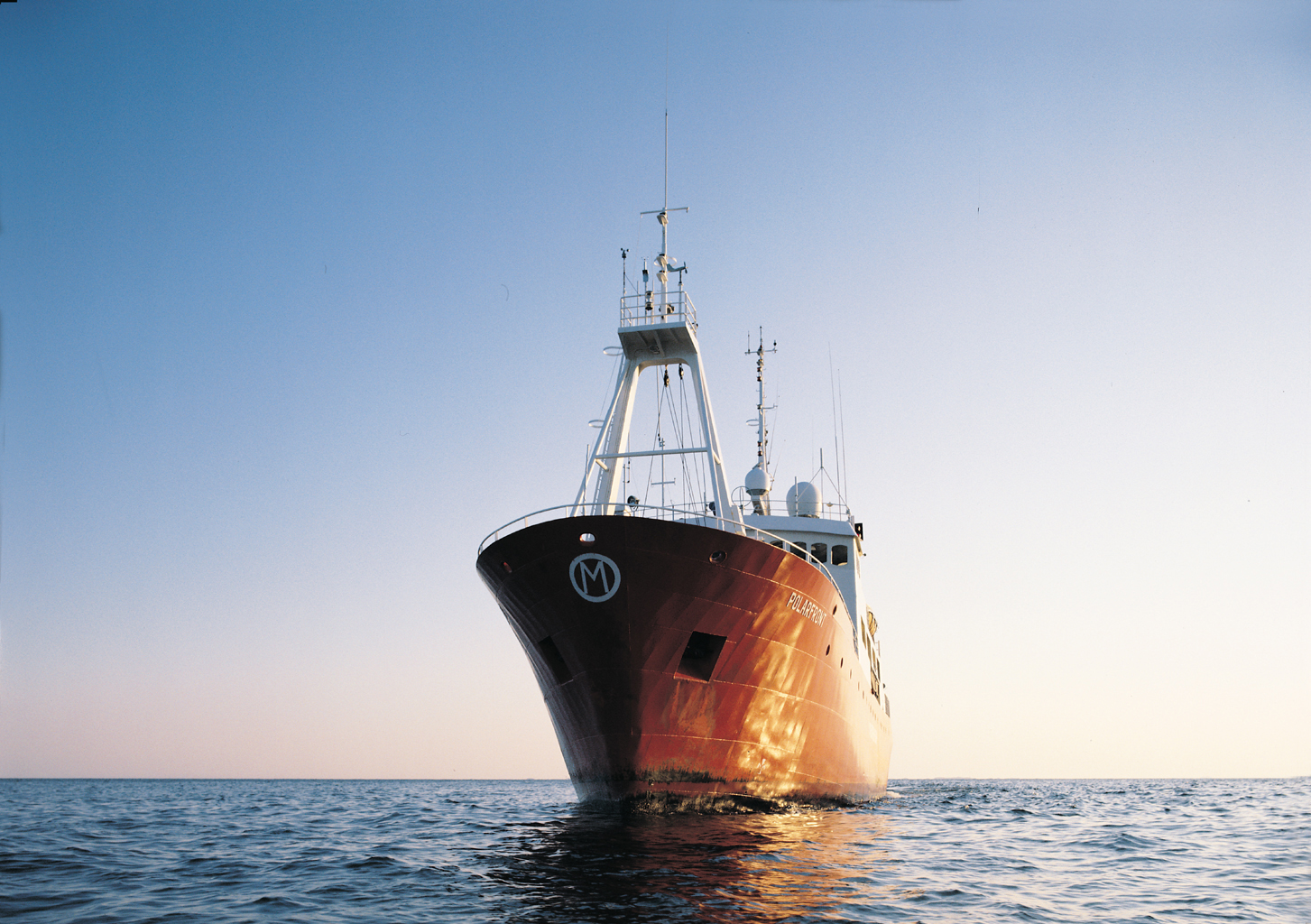
La Polarfront

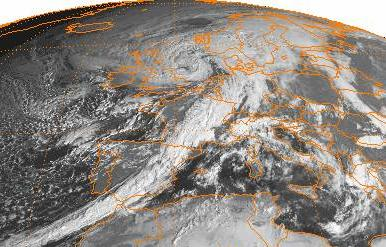
La grande tempesta del 1987, dove le predizioni meteorologiche hanno aiutato la nave R ("Romeo")

A causa degli elevati costi operativi e a problemi di tipo economico, la nave meteorologica R ("Romeo") è stata richiamata nel golfo di Biscaglia prima dello spiegamento di una boa meteorologica per la regione. Questo richiamo è stato attribuito al minimo preavviso dato in occasione della Grande tempesta del 1987, quando una velocità del vento fino a 149 km/h ha provocato ingenti danni alle aree dell'Inghilterra meridionale e della Francia settentrionale.
L'ultima nave meteorologica era Polarfront, nota come stazione meteorologica M ("Mike") a 66° N, 02° E, gestita dall'istituto meteorologico norvegese. Il Polarfront è stato ritirato dall'operazione il 1º gennaio 2010. Nonostante la diminuzione di navi meteorologiche designate, le osservazioni meteorologiche delle navi continuano tuttora grazie ad una flotta di navi mercantili volontarie in operazioni commerciali di routine, il cui numero è diminuito dal 1985. whose number has decreased since 1985.

## Il loro utilizzo nella ricerca scientifica

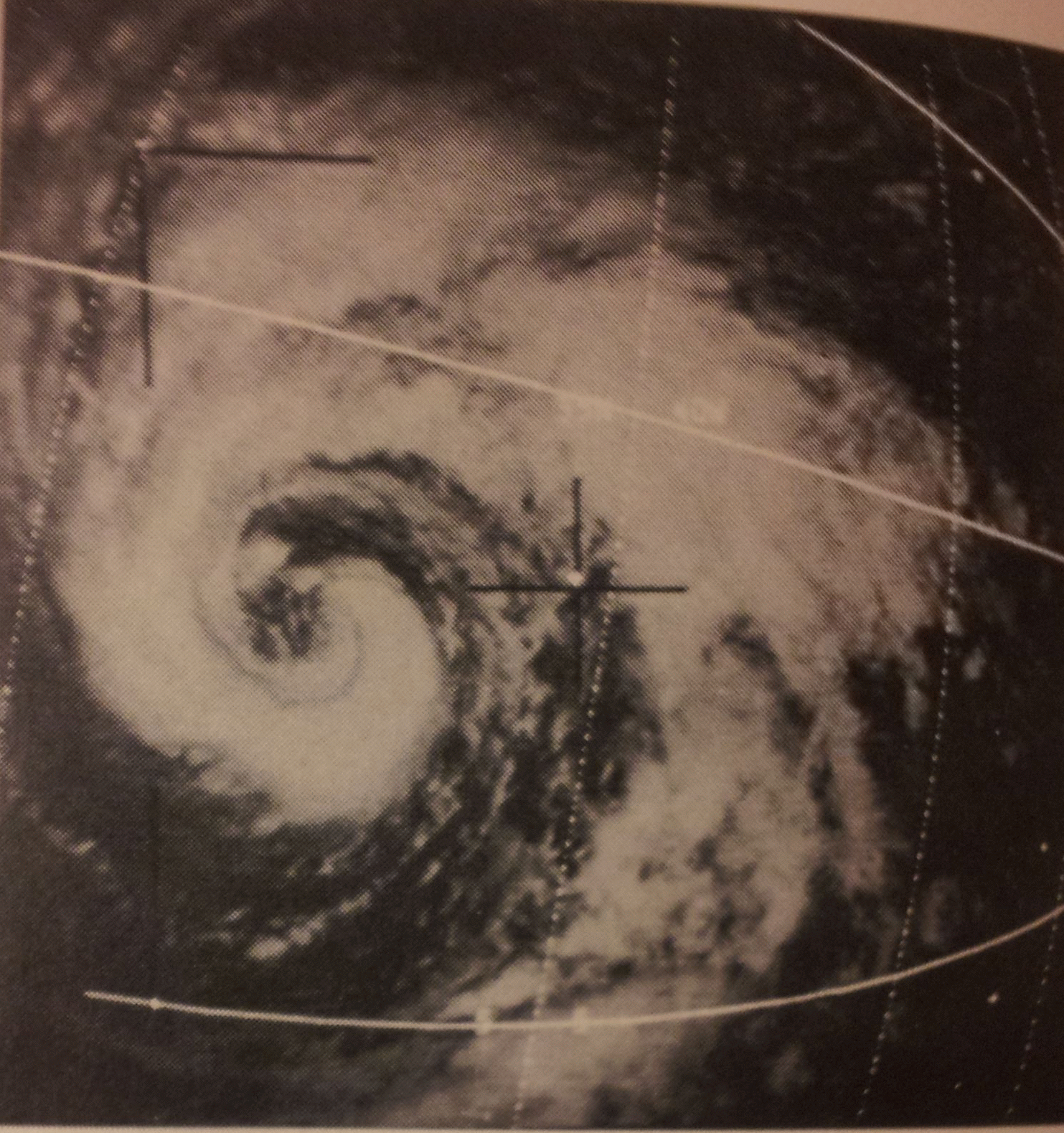
Un'immagine di Dorothy dal satellite meteorologico 23 giugno 1966

Nel 1951, le navi meteorologiche oceaniche britanniche iniziarono ricerche oceanografiche, come il monitoraggio del plancton, la colata di flaconi di drift e il campionamento di acqua di mare. Nel luglio del 1952, nell'ambito di un progetto di ricerca sugli uccelli marini dell'Università di Cambridge, venti di questi furono trasportati oltre 161 chilometri al largo delle navi meteorologiche britanniche, prima di essere rilasciati per vedere quanto velocemente sarebbero tornati ai loro nidi, che erano più di 720 chilometri via sull'isola di Skokholm. 18 dei venti ritornarono, il primo di loro in sole 36 ore. Nel 1954, le navi oceaniche britanniche iniziarono a misurare i gradienti della temperatura superficiale marina (Sea Surface Temperature, SST) e monitorarono le onde oceaniche. Nel 1960, le navi meteorologiche si dimostrarono utili nella progettazione navale attraverso una serie di registrazioni fatte su nastro perforato che valutavano l'altezza, il beccheggio e il rollio delle onde. Erano anche utili negli studi sul vento e sulle onde, poiché non evitavano i sistemi meteorologici come le navi mercantili tendenzialmente considerate una risorsa preziosa.
Nel 1962, le navi meteorologiche britanniche misuravano i valori di temperatura e salinità del mare dalla superficie fino a 3.000 metri come parte delle loro funzioni. I sondaggi superiori lanciati dalla nave meteorologica E ("Echo") sono stati di grande utilità nel determinare la fase ciclonica dell'uragano Dorothy nel 1966. Nel 1971, le navi meteorologiche britanniche hanno campionato i 500 metri più alti dell'oceano per investigare la distribuzione del plancton in profondità. Nel 1972, il Joint Air-Sea Interaction Experiment (JASIN) utilizzò osservazioni speciali dalle navi meteorologiche per le loro ricerche. Più recentemente, a sostegno della ricerca sul clima, 20 anni di dati dalla nave oceanica P ("Papa") sono stati confrontati con le osservazioni meteorologiche volontarie nelle vicinanze da navi mobili all'interno del International Comprehensive Ocean-Atmosphere Data Set (ICOADS) per verificare i pregiudizi nelle osservazioni di nave mobile oltre quel lasso di tempo.